# Mads Hvilsom
Mads Dittmer Hvilsom (* 23. August 1992 in Himmelev bei Roskilde) ist ein dänischer ehemaliger Fußballspieler.

## Vereinskarriere
Mads Hvilsom wurde in Himmelev, einem Stadtteil von Roskilde, einer Stadt mit rund 50.000 Einwohnern, geboren und spielte bei Himmelev-Veddelev BK, bevor er in die Jugend von Hvidovre IF, einem Verein aus Hvidovre im Speckgürtel von Kopenhagen, wechselte. Später kehrte er nach Roskilde zurück, nun spielte er aber für den FC Roskilde. Dort wurde Hvilsom vom FC Midtjylland entdeckt, der ihn dann in seine Jugend holte. Am 5. April 2009 debütierte er im Alter von 16 Jahren in der Superligæn, als er beim 3:1-Sieg im Heimspiel gegen den AC Horsens zum Einsatz kam. Ende August 2010 erhielt Mads Hvilsom einen Vertrag mit einer Laufzeit bis 2015. Im August 2011 wurde er an den Zweitligisten Viborg FF verliehen. Bei seinem Debüt am 12. August 2011 beim 4:0-Heimsieg am 1. Spieltag der 1. Division gegen den FC Hjørring erzielte Hvilsom einen Hattrick. In Viborg wurde er Stammspieler und schoss in 14 Spielen fünf Tore. So kehrte Mads Hvilsom nach einem halben Jahr zum FC Midtjylland zurück, nachdem durch eine entsprechende Klausel der Leihvertrag aufgelöst wurde. Weil er sich erneut nicht durchsetzen konnte, wurde er abermals an einen Zweitligisten verliehen, nun an Hobro IK. Hvilsom zog sich einige Wochen später einen Kreuzbandriss zu und verpasste dadurch den Großteil der Saison. Dennoch einigte man sich darauf, dass er die Hinrunde der Saison 2013/14 weiterhin bei Hobro IK verbringt. Nun blieb Mads Hvilsom verletzungsfrei und eroberte sich einen Stammplatz. Mit acht Toren schoss er Hobro IK zur Herbstmeisterschaft. Daraufhin wurde Hvilsoms Leihvertrag bis zum Saisonende verlängert. Als Mittelstürmer eingesetzt, schoss er noch weitere drei Tore und stieg mit Hobro IK als Zweiter in die Superligæn auf. Im Juli 2014 wurde Mads Hvilsom fest verpflichtet. In 33 Erstligaspielen erzielte er 16 Tore und trug somit zum Klassenerhalt des Erstliganeulings bei.
Nach einem Jahr in der Superligaen mit Hobro IK wechselte Hvilsom 2015 zum deutschen Zweitligisten Eintracht Braunschweig.
Sein Startelfdebüt gab er beim 1:0-Heimsieg gegen den VFL Bochum, bei dem Hvilsom den Treffer vorbereitete. In Braunschweig konnte sich Mads Hvilsom sich nicht durchsetzen. Im Januar 2016 wurde er bis Juni 2017 nach Norwegen an Brann Bergen verliehen. Dort sammelte Hvilsom Spielpraxis, dennoch wurde der Leihvertrag nach einem halben Jahr aufgelöst. Daraufhin kehrte er nach Dänemark zurück, wo er sich Esbjerg fB anschloss. Hierbei wurde Mads Hvilsom bis 2017 verliehen, woraufhin sich sein Leihvertrag nach seinem Vertragsende bei Eintracht Braunschweig sich in einen Permanentvertrag umwandelt. In Esbjerg kam er regelmäßig zum Einsatz, dennoch wechselte er nach einem Jahr  ins dänisch-deutsche Grenzland zu SønderjyskE, wohin er bis 2019 verliehen wurde. Hatte Hvilsom in der regulären Saison – die Superligæn ist seit 2016 in einer regulären Saison sowie einer Meisterrunde und einer Abstiegsrunde geteilt – noch nicht regelmäßig gespielt, war er in der Abstiegsrunde sowie in den Play-offs Stammspieler und schaffte mit SønderjyskE Klassenerhalt, zu dem er mit fünf Toren in der Abstiegsrunde sowie in den Play-offs beitrug. In der Folgesaison war er zunächst noch Stammspieler, doch dann verlor er seinen Stammplatz und fand sich zumeist in der Reservemannschaft wieder. Im Sommer 2019 kehrte Mads Hvilsom zu Hobro IK zurück. Mit den Nordjüten musste er im Sommer 2020 aus der Superligæn absteigen, dabei verpasste er den Großteil der Saison aufgrund einer Leistenzerrung.

## Nationalmannschaft
Mads Hvilsom durchlief die Jugendnationalmannschaften Dänemarks von der U-16 über U-17,U-18,U-19 bis hin zur U-20.